# HC Kehra

HC Kehra is een handbalclub uit Estland. Het is de succesvolste handbalclub van het land: tussen 1994 en 2010 verwierf de club acht keer het landskampioenschap en zeven keer de nationale beker. In de competitie werd altijd bij de eerste drie geëindigd. In 2006 won HC Kehra bovendien als eerste Estische club de Baltische Liga, een competitie met deelnemers uit de Baltische landen, Rusland en Wit-Rusland.
De club wordt sinds 2009 getraind door Indrek Lillsoo en is afkomstig uit Kehra (gemeente Anija) in de noordelijke provincie Harjumaa. De letters HC staan voor Handball Club. De geschiedenis van het handbal in Kehra, een plaats met 3500 inwoners, gaat terug tot 1961. De huidige club dateert uit 1991. Kehra heeft aan de club een volwaardige sporthal te danken, die begin 2005 in gebruik werd genomen.
De club is semiprofessioneel. Tot dusver verloor de club zijn beste spelers vaak aan buitenlandse clubs. Zo verloor Kehra sterspeler Kaupo Palmar aan de vooraanstaande Duitse Bundesliga.
Het jaarlijks door de club georganiseerde internationale toernooi om de Kehra Cup is het belangrijkste zomerevenement in Kehra.